# Състезанието с лодки между университетите на Оксфорд и Кеймбридж
„Състезанието с лодки между университетите на Оксфорд и Кеймбридж“ (на английски: The Oxford and Cambridge University Boat Race) е британски късометражен документален ням филм от 1895 година, заснет от режисьора и продуцент Бърт Ейкрис. Кадри от филма не са достигнали до наши дни и той се смята за изгубен.

## Продукция
Снимките на филма протичат на 30 март 1895 година по време на традиционната регата между университетите на Оксфорд и Кеймбридж. Сюжета е прост, лентата, чието времетраене е по-малко от една минута, показва част от надпреварата. Известно е, че е първият филм във Великобритания, който е бил излъчен с комерсиална цел извън пределите на Лондон. Това се е случило на 5 май 1896 година в Кардиф.